# ميخائيل إتش كاردوزو
ميخائيل إتش كاردوزو (بالإنجليزية: Michael H. Cardozo)‏ هو محامي أمريكي، ولد في 15 سبتمبر 1910 في مانهاتن في الولايات المتحدة، وتوفي في 20 أكتوبر 1996 في واشنطن في الولايات المتحدة.